# Moviment afroamericà pels drets civils

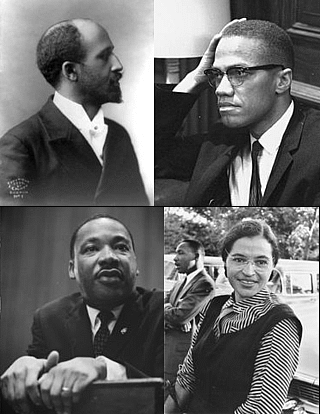
Figures preeminents del Moviment afroamericà pels drets civils. En el sentit de les agulles del rellotge i de dalt a baix: W. E. B. Du Bois, Malcolm X, Rosa Parks, Martin Luther King

El Moviment afroamericà pels drets civils (1955-1968) fa referència a les mobilitzacions que van tenir lloc als Estats Units d’Amèrica, especialment als estats del sud com Mississipi, Alabama, Arkansas i Geòrgia, amb l’objectiu de posar fi a la discriminació racial contra els afroamericans i restablir el seu dret al vot. L’aparició de l’eslògan Black Power (‘Poder Negre’), que va tenir una influència destacada entre 1966 i 1975, va ampliar els objectius del moviment pels drets civils incorporant la reivindicació de la dignitat ètnica, l’autosuficiència econòmica i política, i la llibertat davant l’opressió de la població blanca nord-americana.
El moviment es va caracteritzar per grans campanyes de resistència civil. Entre 1955 i 1968, els actes de protesta no-violenta i la desobediència civil van produir situacions de crisi entre els activistes i les autoritats governamentals. Els governs federal, estatal i local, empreses i comunitats, sovint havien de respondre immediatament a aquestes situacions que van posar en relleu les desigualtats que les enfrontaven amb els afroamericans. Les formes de protesta i desobediència civil van incloure boicots, com l'exitós boicot als autobusos de Montgomery (1955-1956) a Alabama, segudes com ara la influent seguda de Greensboro (1960) a Carolina del Nord; marxes, com les marxes de Selma a Montgomery (1965) a Alabama, i una àmplia gamma d'altres activitats no violentes.
Van destacar els èxits legislatius durant aquesta fase del moviment de drets civils, que van ser l'aprovació de la Civil Rights Act ('Llei de Drets Civils') del 1964, que prohibeix la discriminació basada en "ètnia, color, religió, o origen nacional", en les pràctiques d'ocupació i serveis públics, la Voting Rights Act ('Llei de Drets Electorals') del 1965, que va restaurar i protegir els drets de vot, la Immigration and Nationality Services Act ('Llei de Serveis d'Immigració i Nacionalitat') del 1965, que dramàticament va obrir l'entrada als Estats Units als immigrants que no fossin els tradicionals grups europeus, i la Fair Housing Act ('Llei d'Habitatge Just') del 1968, que va prohibir la discriminació en la venda o lloguer de l'habitatge.

## Evolució política i social del moviment

### Antecedents
Una de les primeres organitzacions clau del moviment va ser la National Association for the Advancement of Colored People (NAACP), fundada el 1909 per un grup divers de líders afroamericans i blancs progressistes, entre els quals hi havia W. E. B. Du Bois, Mary White Ovington i Moorfield Storey. La NAACP va defensar els drets civils mitjançant estratègies legals, centrades a combatre les lleis segregacionistes davant els tribunals. El seu objectiu inicial era garantir la igualtat davant la llei en àmbits com l’educació, l’habitatge, el dret al vot i el sistema judicial. Durant dècades, la NAACP va dur a terme una tasca pacient i sistemàtica de litigis, formant advocats especialitzats i recopilant casos per construir un argument jurídic contra la segregació racial.
Tanmateix, un dels obstacles legals més grans era la sentència del Tribunal Suprem dels Estats Units en el cas Plessy v. Ferguson (1896), que havia establert la doctrina del “separat però igual”. Aquest principi legal permetia la segregació racial sempre que els serveis oferts a les persones negres fossin "iguals" a les dels blancs, cosa que en la pràctica legitimava desigualtats extremes i discriminació sistemàtica, especialment al sud. Durant dècades, aquesta doctrina va servir per justificar escoles, transports i serveis públics segregats.
No obstant això, el cas Brown v. Board of Education of Topeka (1954), promogut per la NAACP i liderat per l’advocat Thurgood Marshall, va representar un punt d’inflexió. El cas aplegava diverses demandes contra consells escolars que mantenien sistemes escolars segregats, malgrat la clara inferioritat de les escoles per a estudiants afroamericans. El Tribunal Suprem, presidit per Earl Warren, va fallar de manera unànime que la segregació a les escoles públiques era inconstitucional, ja que violava la Clàusula d'Igual Protecció de la Catorzena Esmena. Aquesta decisió va desautoritzar la doctrina del “separat però igual” i va establir un precedent jurídic fonamental que impulsaria tot el moviment pels drets civils durant les dècades següents.

### Dècada de 1950
No és fins a la dècada del 1950, però, que el moviment no esdevé plenament actiu. El boicot als autobusos de Montgomery, iniciat el 1955 després de l’arrest de Rosa Parks per negar-se a cedir el seu seient a un passatger blanc, va ser un dels primers exemples d’acció col·lectiva sostinguda contra la segregació. Parks, que era una activista de la NAACP, no fou una figura accidental sinó part d’una estratègia més àmplia de resistència organitzada. El boicot, que va durar 381 dies, va ser impulsat pel Montgomery Improvement Association (MIA), liderat per un jove pastor desconegut fins aleshores: Martin Luther King Jr. Durant aquest període, els afroamericans de la ciutat van optar massivament per no utilitzar el servei públic d’autobusos, organitzant xarxes alternatives de transport, malgrat les pressions, amenaces i atacs que van patir. Finalment, el Tribunal Suprem dels Estats Units va declarar inconstitucional la segregació als autobusos de Montgomery, culminant una de les primeres grans victòries del moviment pels drets civils. Aquest èxit va impulsar la creació, el 1957, del Southern Christian Leadership Conference (SCLC), una organització amb base religiosa que aspirava a coordinar protestes no violentes arreu del sud. La SCLC, amb Martin Luther King Jr. com a figura central, va adoptar la filosofia gandhiana de la desobediència civil i la va combinar amb l’eloqüència moral del cristianisme afroamericà. King es convertí així en el principal portaveu nacional del moviment, cridant a la mobilització col·lectiva a través de marxes, discursos i accions simbòliques.Un altre moment clau va ser la crisi de Little Rock, a Arkansas, el 1957. Després de la decisió del Tribunal Suprem en el cas Brown v. Board of Education, nou estudiants afroamericans van intentar assistir a l’institut Central High School, fins aleshores exclusivament per a blancs. El governador Orval Faubus va mobilitzar la Guàrdia Nacional per impedir-ne l’entrada, desafiant l’autoritat federal. En resposta, el president Dwight D. Eisenhower va enviar tropes de la 101a Divisió Aerotransportada per garantir la integració escolar. Aquest episodi va mostrar al món la profunda resistència dels estats del sud a la integració racial i va evidenciar la necessitat d’una acció federal decidida.

### Dècada de 1960
El 1960, el moviment estudiantil va emergir amb força a través del Student Nonviolent Coordinating Committee (SNCC), una organització formada per joves afroamericans i blancs compromesos amb la lluita pels drets civils mitjançant accions directes no violentes. El SNCC va jugar un paper central en l'organització de les ocupacions (sit-ins) a les taules segregades de restaurants i establiments comercials, com els del famós cas de Greensboro, Carolina del Nord. Aquestes protestes es van estendre ràpidament per tot el sud, implicant centenars d'estudiants i provocant arrestos massius. A més, el SNCC va participar activament als Freedom Rides de 1961, viatges amb autobusos interestatals organitzats conjuntament amb el Congress of Racial Equality (CORE), en què activistes afroamericans i blancs posaven a prova la implementació de les sentències del Tribunal Suprem que prohibien la segregació als transports públics i les terminals. En molts casos, els participants van patir atacs violents per part de grups racistes i una complicitat obertament hostil de les autoritats locals.
Uns anys després, el 1963, la ciutat de Birmingham, Alabama, es convertí en escenari d’una de les campanyes més dures i simbòliques del moviment. Organitzada per la Southern Christian Leadership Conference (SCLC) i liderada per Martin Luther King Jr., la campanya pretenia desmantellar la segregació legal a la ciutat, una de les més racistes del sud. El moviment va aplicar tàctiques com les marxes, les ocupacions i els boicots comercials. Un dels moments més impactants es produí quan desenes d’infants i adolescents van ser detinguts i reprimits brutalment per la policia amb mànegues d’alta pressió i gossos policials. Les imatges d’aquesta violència, difoses per televisió i premsa, van generar una gran commoció nacional i internacional, obligant l’administració Kennedy a prendre posició i a proposar una nova legislació de drets civils.

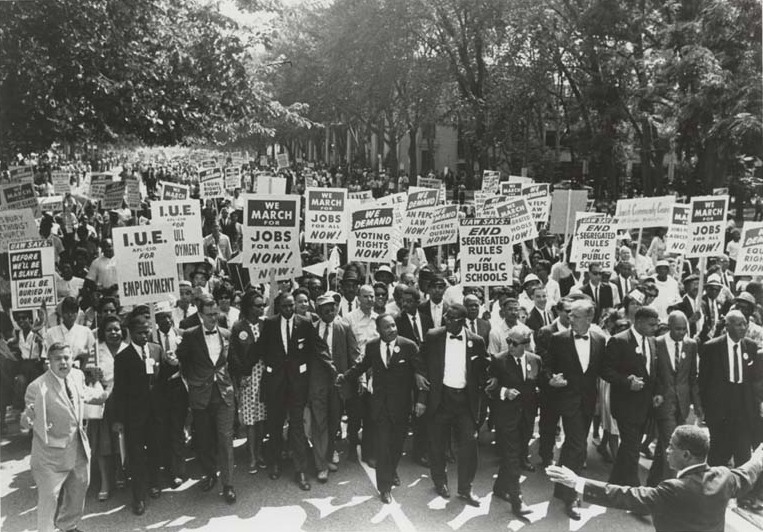
Marxa sobe Washington, el 1963

Aquell mateix any, la Marxa sobre Washington pel treball i la llibertat, celebrada el 28 d’agost de 1963, va aplegar més de 200.000 persones davant del Memorial de Lincoln, a la capital federal. Convocada per una coalició d’organitzacions de drets civils, sindicats i entitats religioses, la marxa exigia la fi de la segregació racial, el dret al vot, una legislació federal antidiscriminació i millores laborals per als afroamericans. El moment culminant fou el discurs pronunciat per Martin Luther King Jr., conegut com a «I Have a Dream», que esdevingué una de les al·locucions més emblemàtiques de la història nord-americana i un símbol de la lluita per la igualtat racial.
El 1965, després d’anys d’obstacles legals i intimidacions al dret al vot de la població negra al sud, es van organitzar una sèrie de marxes pacífiques entre les ciutats de Selma i Montgomery, Alabama. Aquestes marxes denunciaven la repressió sistemàtica als votants afroamericans, incloses proves d’alfabetització arbitràries i taxes de registre. La primera marxa, coneguda com el “Diumenge Sagnant”, tingué lloc el 7 de març de 1965, quan més de 600 manifestants foren brutalment atacats per les forces de l’ordre mentre intentaven travessar el pont Edmund Pettus. Les imatges de la violència van sacsejar la consciència nacional i van portar el president Lyndon B. Johnson a demanar al Congrés una acció immediata. Això culminà amb l’aprovació de la Voting Rights Act el mateix any, que garantia el sufragi universal sense restriccions racials.

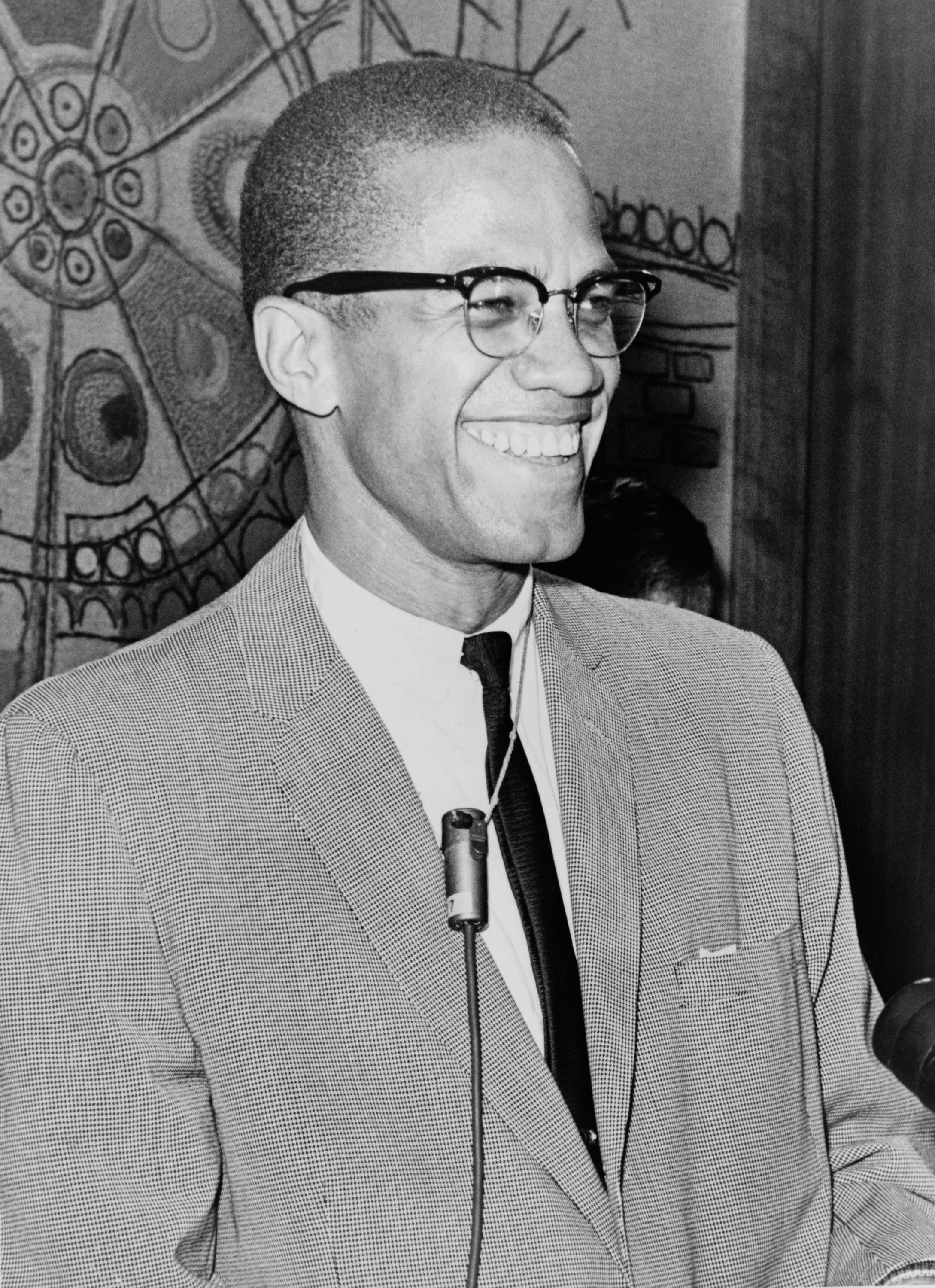
Malcom X

Un altre important líder del moviment va ser Malcolm X. En contrast amb el missatge de la no-violència de Martin Luther King Jr., Malcom X va defensar amb força l’orgull afroamericà, l’autosuficiència econòmica i el dret a l’autodefensa davant la violència racista. La seva oratòria poderosa i provocadora va guanyar molts seguidors, especialment entre la joventut urbana del nord dels Estats Units, que sovint es veia exclosa del relat dominant del moviment del sud. Vinculat inicialment a la Nació de l’Islam, una organització religiosa i nacionalista que predicava la separació racial i el rebuig del món blanc, Malcolm X va exercir de portaveu carismàtic durant gairebé una dècada. No obstant això, després de trencar amb l’organització el 1964, va viatjar a l’Àfrica i a l’Orient Mitjà, on amplià la seva visió política i espiritual. Aquest període el portà a adoptar una perspectiva més internacionalista i panafricanista, reconeixent la dimensió global del racisme i la colonització. A la tornada, fundà l’Organització de la Unitat Afroamericana, amb l’objectiu de vincular la lluita dels afroamericans als moviments de descolonització. Va ser assassinat el febrer de 1965 en un míting a Nova York, en circumstàncies encara debatudes, però el seu llegat perdura com una veu contundent de resistència i identitat negra.
Cap al final dels anys seixanta, el moviment pels drets civils es diversificà amb l’aparició del moviment Black Power, que rebutjava l’assimilació i reclamava el control comunitari sobre les institucions que afectaven les vides dels afroamericans, com ara l’educació, la policia i l’habitatge. Organitzacions com el Student Nonviolent Coordinating Committee (SNCC) van radicalitzar els seus discursos, i figures com Stokely Carmichael van començar a defensar l’autonomia negra i una crítica oberta al liberalisme blanc. En aquest context, nasqueren els Black Panther Party for Self-Defense, coneguts com a Panteres Negres, fundats a Oakland el 1966 per Huey P. Newton i Bobby Seale. El seu programa combinava la vigilància armada contra la brutalitat policial amb serveis comunitaris com menjadors escolars, clíniques de salut i educació política. Malgrat ser objecte de repressió per part del FBI a través del programa COINTELPRO, els Panteres Negres van influir profundament en la cultura política afroamericana i en altres moviments de base.
En paral·lel a l’expansió d’aquests corrents més radicals, el moviment pels drets civils va assolir dos fites legislatives importants. La Llei de Drets Civils de 1964 va posar fi legalment a la segregació en espais públics i va prohibir la discriminació en el treball per motius de raça, color, religió, sexe o origen nacional. L’any següent, la Llei del Dret al Vot de 1965 va eliminar els obstacles legals —com les proves d’alfabetització i els impostos de votació— que impedien a milions d’afroamericans registrar-se per votar, especialment al sud. Ambdues lleis van marcar un abans i un després en la legislació dels Estats Units, tot i que la seva implementació efectiva es va enfrontar a una llarga resistència institucional i social. El moviment pels drets civils va tenir un profund impacte cultural, reflectit en la música (com el gòspel o el soul), la literatura afroamericana i l’auge del periodisme compromès. La cobertura mediàtica de la violència racista va ser clau per mobilitzar l’opinió pública nacional i internacional.
Malgrat les fites assolides, el moviment pels drets civils no va eliminar la desigualtat racial estructural. El llegat del moviment continua viu avui dia a través de lluites contemporànies com Black Lives Matter, que denuncien la violència policial i les desigualtats persistents.

## Figures destacades

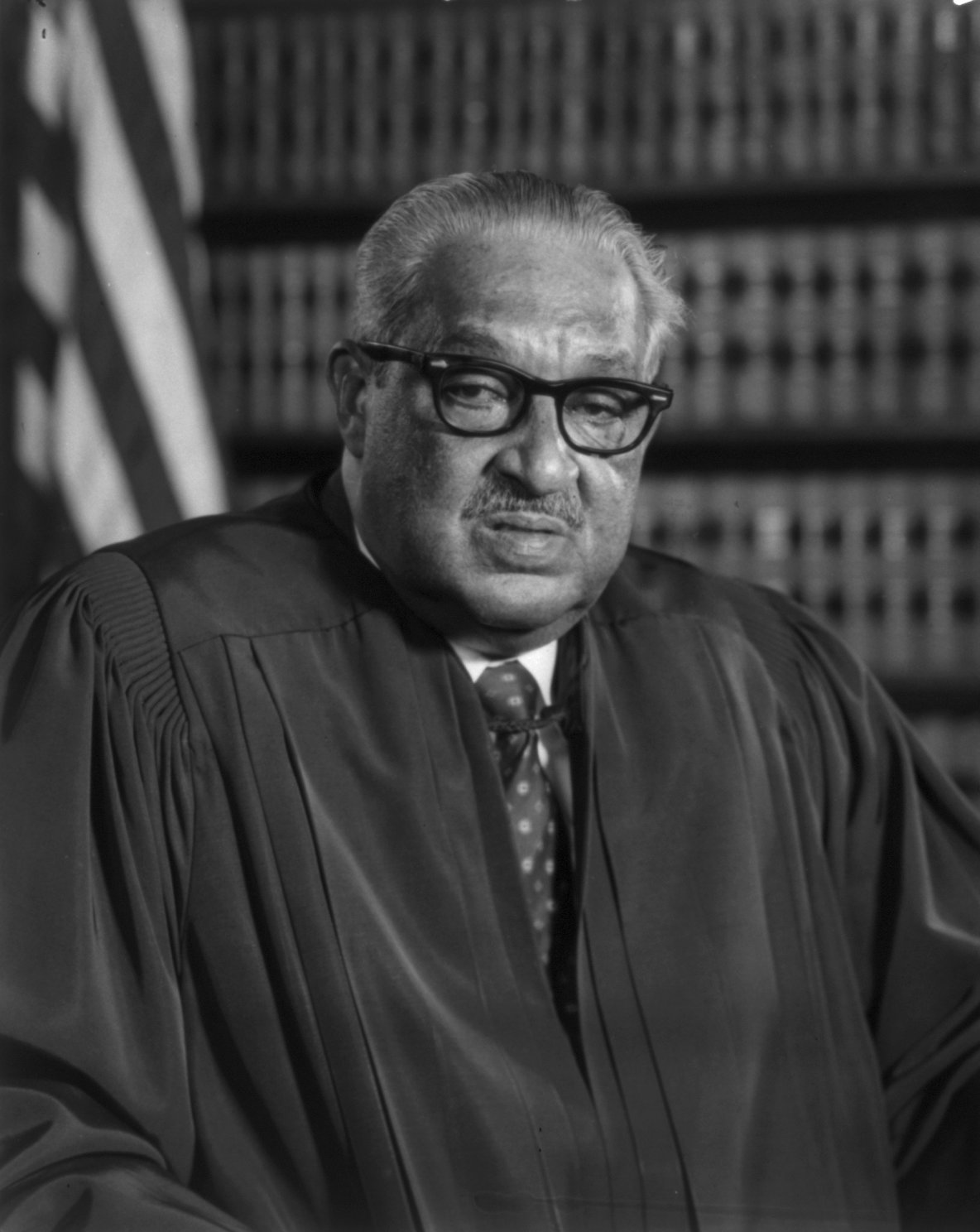
Thurgood Marshall, primer judge afroamericà del Tribunal Suprem

A més de Martin Luther King Jr. i Malcolm X, el moviment pels drets civils va comptar amb nombroses figures claus. Thurgood Marshall, advocat principal de la NAACP, va ser qui va liderar el cas Brown v. Board of Education i es convertí en el primer jutge afroamericà del Tribunal Suprem. Medgar Evers, també de la NAACP, va ser assassinat el 1963 després d’una intensa tasca per garantir el dret al vot a Mississipi. Bayard Rustin, activista pacifista i organitzador de la Marxa sobre Washington, va ser fonamental malgrat patir discriminació interna pel seu passat comunista i la seva homosexualitat.
Ella Baker va jugar un paper crucial dins del SCLC i especialment del SNCC, defensant el lideratge col·lectiu i horitzontal enfront de les estructures jeràrquiques. Fannie Lou Hamer, destacada activista del vot i cofundadora del Mississippi Freedom Democratic Party, va denunciar les pràctiques discriminatòries en audiències televisades davant el Partit Demòcrata.

## El paper de la dona
Les dones afroamericanes van ser pilars de l’organització, la logística i el lideratge del moviment pels drets civils, tot i que sovint no se les va reconèixer públicament. Figures com Jo Ann Robinson, que va imprimir i distribuir milers de fullets durant el boicot de Montgomery, o Septima Clark, que va establir escoles de ciutadania per ensenyar als afroamericans a llegir i votar, van tenir un impacte cabdal. Rosa Parks, sovint simplificada com una costurera cansada, era una militant experimentada i activista pels drets civils des de feia anys.

## Oposició i repressió
El moviment va trobar una resistència intensa per part de governs estatals, forces de seguretat i grups supremacistes com el Ku Klux Klan. Aquesta oposició es va manifestar en linxaments, incendis a esglésies, atacs amb bombes i assassinats d’activistes. El cas de les quatre nenes assassinades a l’església baptista de Birmingham el 1963 és un exemple tràgic d’aquesta violència. Molts governs estatals del sud van aplicar polítiques de “resistència massiva” a les ordres d’integració, tancant escoles públiques abans d’acceptar alumnes afroamericans.

## Repercussió internacional
El moviment pels drets civils va tenir una repercussió més enllà dels Estats Units. Les imatges de segregació i brutalitat policial van deteriorar la imatge dels Estats Units en plena Guerra Freda. Aquest fet va empènyer líders com John F. Kennedy a intervenir per motius geopolítics.A Sud-àfrica, activistes anti-apartheid com Nelson Mandela van citar el moviment afroamericà com a font d’inspiració.

## Llegat jurídic i institucional
A més de la Llei de Drets Civils (1964) i la Llei del Dret al Vot (1965), el moviment va influir en posteriors normatives com la Llei de Drets d’Educació de 1972 i les polítiques d’acció afirmativa. També va provocar una transformació en el sistema judicial federal, amb més vigilància sobre els drets constitucionals en estats del sud. Molts dels principis del moviment van ser incorporats en moviments posteriors com el feminisme, els drets LGBTQ+ i el moviment pels drets dels immigrants.

## Moviments paral·lels al nord dels EUA
Tot i que la segregació legal era més intensa al sud, al nord dels Estats Units els afroamericans patien discriminació sistèmica en l’habitatge, l’ocupació i l’educació. Ciutats com Chicago, Detroit, Cleveland i Nova York van presenciar protestes per combatre la segregació escolar de facto, la brutalitat policial i la discriminació en el mercat immobiliari. Aquestes lluites van portar a la formació de coalicions comunitàries que van ampliar la lluita pels drets civils més enllà del sud tradicional.

## Paper de la joventut i les escoles
Els estudiants van ser fonamentals en l'activisme, especialment a través del SNCC, que va agrupar universitaris afroamericans en accions directes. També cal destacar el rol de les escoles negres i universitats històricament afroamericanes (HBCU), que van formar generacions d’activistes. Instituts i col·legis com Howard, Morehouse i Spelman van esdevenir centres d’agitació ideològica i organització logística.

## El paper dels mitjans de comunicació
Els mitjans van tenir un paper crucial en la difusió de la causa dels drets civils. Les imatges de la repressió, com les de Selma o Birmingham, van sacsejar l’opinió pública blanca i van generar pressió política. Periodistes afroamericans com Simeon Booker van cobrir el moviment des de dins, mentre que fotògrafs com Charles Moore van capturar imatges que esdevindrien icòniques.

## Presidents dels Estats Units
Diversos presidents van tenir rols diferenciats respecte al moviment. Dwight D. Eisenhower va intervenir a Little Rock més per preservar l'ordre que per simpatia amb la causa. John F. Kennedy, tot i ser inicialment reticent, va donar suport després de la crisi de Birmingham. Lyndon B. Johnson va ser clau per aprovar la legislació del 1964 i 1965. En canvi, Richard Nixon va emprar la retòrica de la “llei i l’ordre” per frenar l'expansió del moviment.

## Conseqüències econòmiques i urbanes
El moviment pels drets civils va obrir portes legals, però no va eliminar la pobresa estructural. Molts afroamericans van continuar vivint en barris segregats i van patir l’impacte de polítiques urbanes discriminatòries com la destrucció de barris negres per construir autopistes. L’exclusió de préstecs bancaris (redlining) i la manca d’inversió pública van continuar perpetuant desigualtats malgrat les victòries legals.

## Cronologia destacada del moviment (1948–1968)
- 1948 – El president Harry S.Truman ordena la dessegregació de les forces armades.
- 1954 – Decisió del Tribunal Suprem en el cas Brown v. Board of Education.
- 1955 – Assassinat d’Emmett Till i inici del boicot als autobusos de Montgomery.
- 1957 – Crisi de Little Rock i creació del SCLC.
- 1960 – Es forma el SNCC; comencen les ocupacions als taulells segregats.
- 1961 – Freedom Rides desafien la segregació al transport interstatal.
- 1963 – Campanya de Birmingham, assassinat de Medgar Evers, Marxa sobre Washington.
- 1964 – S’aprova la Llei de Drets Civils.
- 1965 – Diumenge Sagnant a Selma i aprovació de la Llei del Dret al Vot.
- 1968 – Assassinat de Martin Luther King Jr. a Memphis.

## Moviments posteriors i influència contemporània

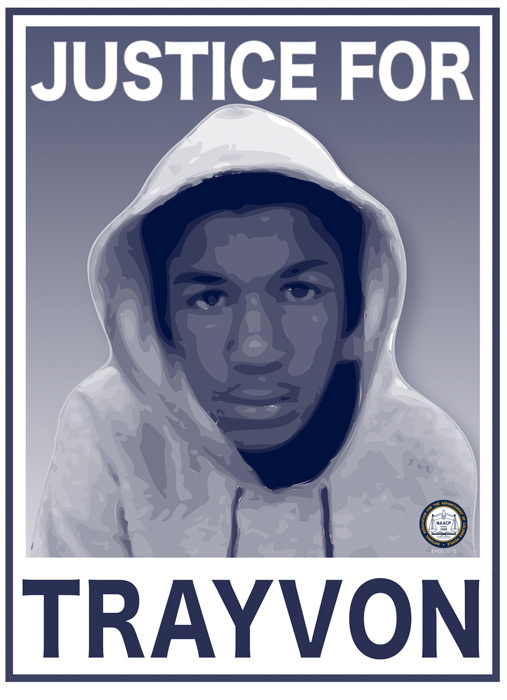
Cartell de protesta per l'assassinat Trayvon Martin per part de la policia a Sanford, Florida l'any 1012

Després dels anys 60, el moviment pels drets civils va donar lloc a nous fronts. El moviment per l'autodeterminació negra va guanyar força als 70 i 80, incloent-hi lluites per una representació política i educativa més gran. Als anys 2000 i especialment després del 2013, el moviment Black Lives Matter (BLM) ha reivindicat el llegat dels drets civils, centrant-se en la violència policial, el sistema penitenciari i el racisme estructural. BLM, impulsat per l’assassinat de Trayvon Martin i la impunitat policial en múltiples casos, ha aconseguit mobilitzacions globals. Encara que el seu estil és més descentralitzat, reivindica la lluita dels anys 50 i 60 com a precedent moral i estratègic.

## Reconeixement i memòria històrica
El moviment pels drets civils és commemorat avui amb museus com el National Civil Rights Museum a Memphis i el Martin Luther King Jr. National Historical Park a Atlanta. La jornada de Martin Luther King Jr. és un dia festiu federal des de 1986.Diverses figures del moviment han estat objecte de pel·lícules, llibres i homenatges oficials. Tot i això, el debat sobre la justícia racial continua viu als Estats Units, amb demandes de reparacions històriques i la retirada de monuments racistes.